# Henry George
Henry George (Filadelfia, 2 settembre 1839 – New York, 29 ottobre 1897) è stato un economista e politico statunitense, il sostenitore più autorevole dell'imposta sul valore fondiario, nota anche come «tassa unica».

## Pensiero economico

Science of Political Economy, 1898

Egli riteneva che vi dovesse essere un'unica imposta sulle terre padronali, corrispondente alla loro produttività e posizione geografica. La forte tassazione, i cui proventi sarebbero stati destinati ai bisogni sociali, avrebbe indotto i proprietari a rinunciare spontaneamente alle terre.
George ispirò la filosofia economica nota come georgismo, secondo la quale ognuno ha il diritto di appropriarsi di ciò che realizza con il proprio lavoro mentre tutto ciò che si trova in natura, principalmente la terra, appartiene all'intera umanità.
La sua opera più famosa, scritta nel 1879, è Progresso e povertà, un trattato sulla disuguaglianza, la natura ciclica dell'economia industriale e i possibili rimedi. 
Suo figlio Henry George Jr. ne portò avanti le idee e gli dedicò una biografia.
Le teorie dell'economista statunitense furono apprezzate e diffuse da Lev Tolstoj.

## Opere
- (EN) Henry George, Science of political economy, New York, Doubleday & McClure, 1898. URL consultato il 23 giugno 2015.